# ویلا لیترنو
ویلا لیترنو (به ایتالیایی: Villa Literno) یک کومونه در ایتالیا است که در استان کسرتا واقع شده‌است. ویلا لیترنو ۶۱٫۷ کیلومتر مربع مساحت و ۱۱٬۹۳۸ نفر جمعیت دارد و ۱۰ متر بالاتر از سطح دریا واقع شده‌است.